# Guarda Nacional Republicana

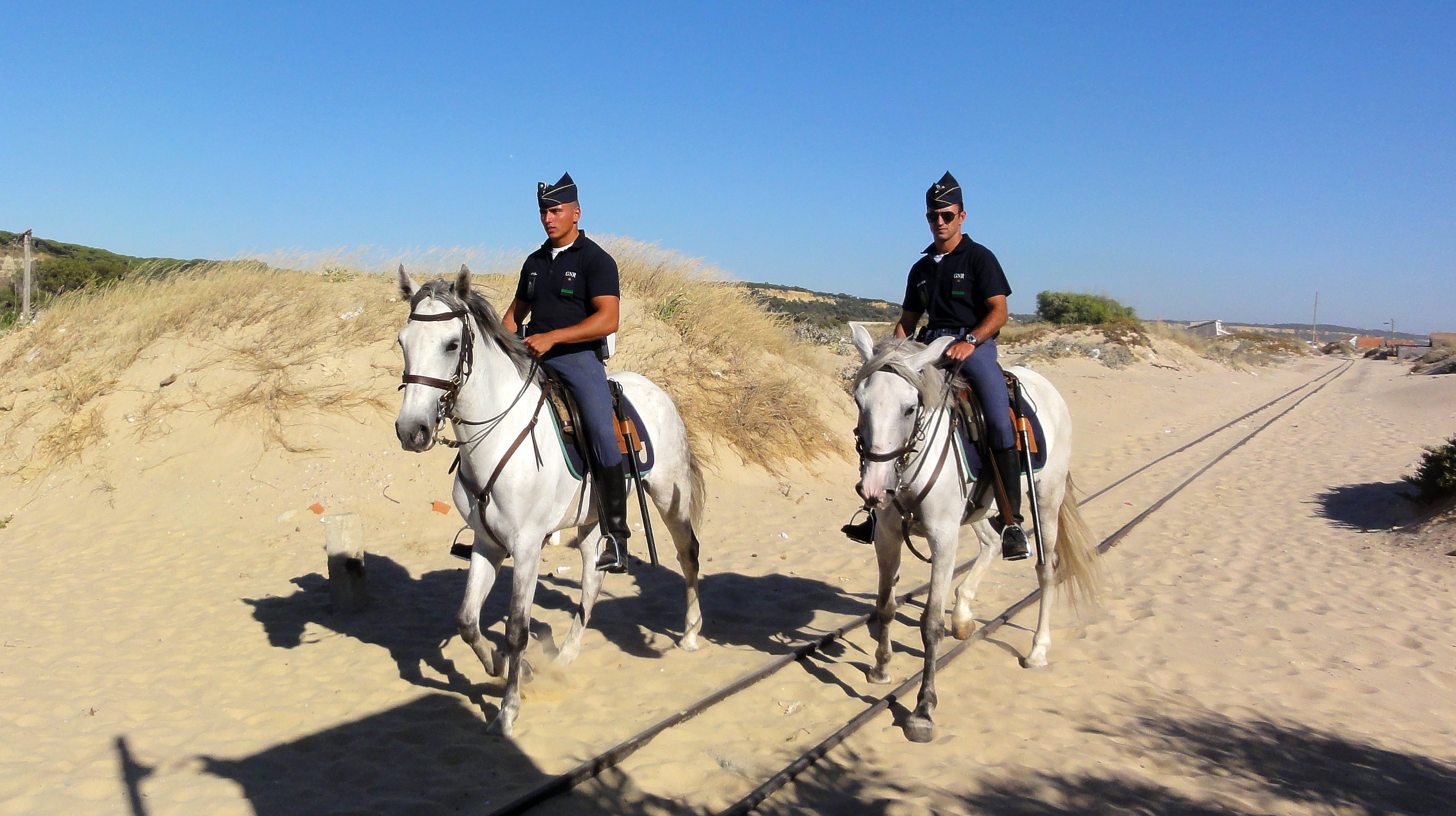
Patrulha com cavalos na Praia da Saúde, Costa da Caparica

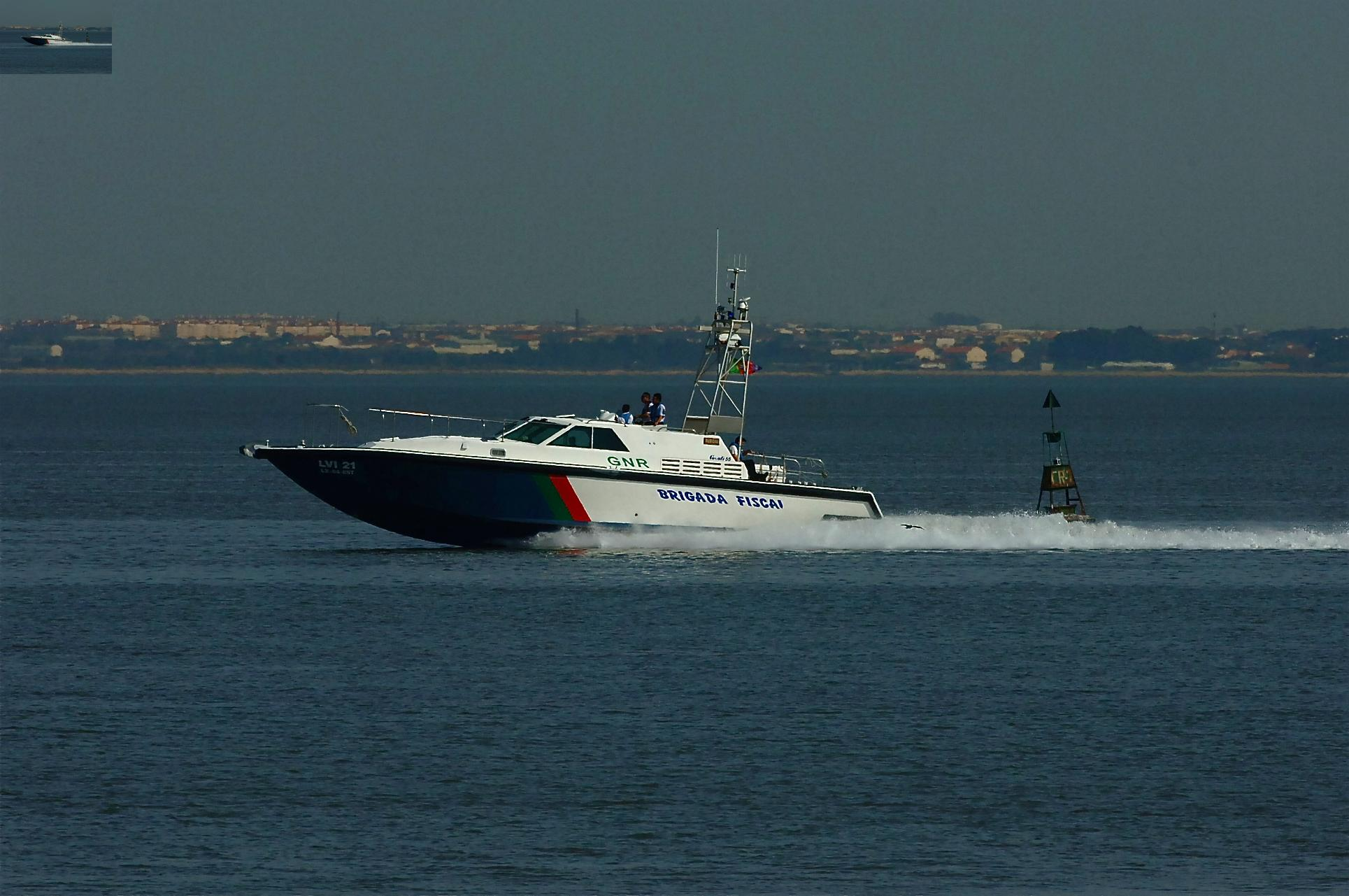
Lancha da Brigada Fiscal (BF)

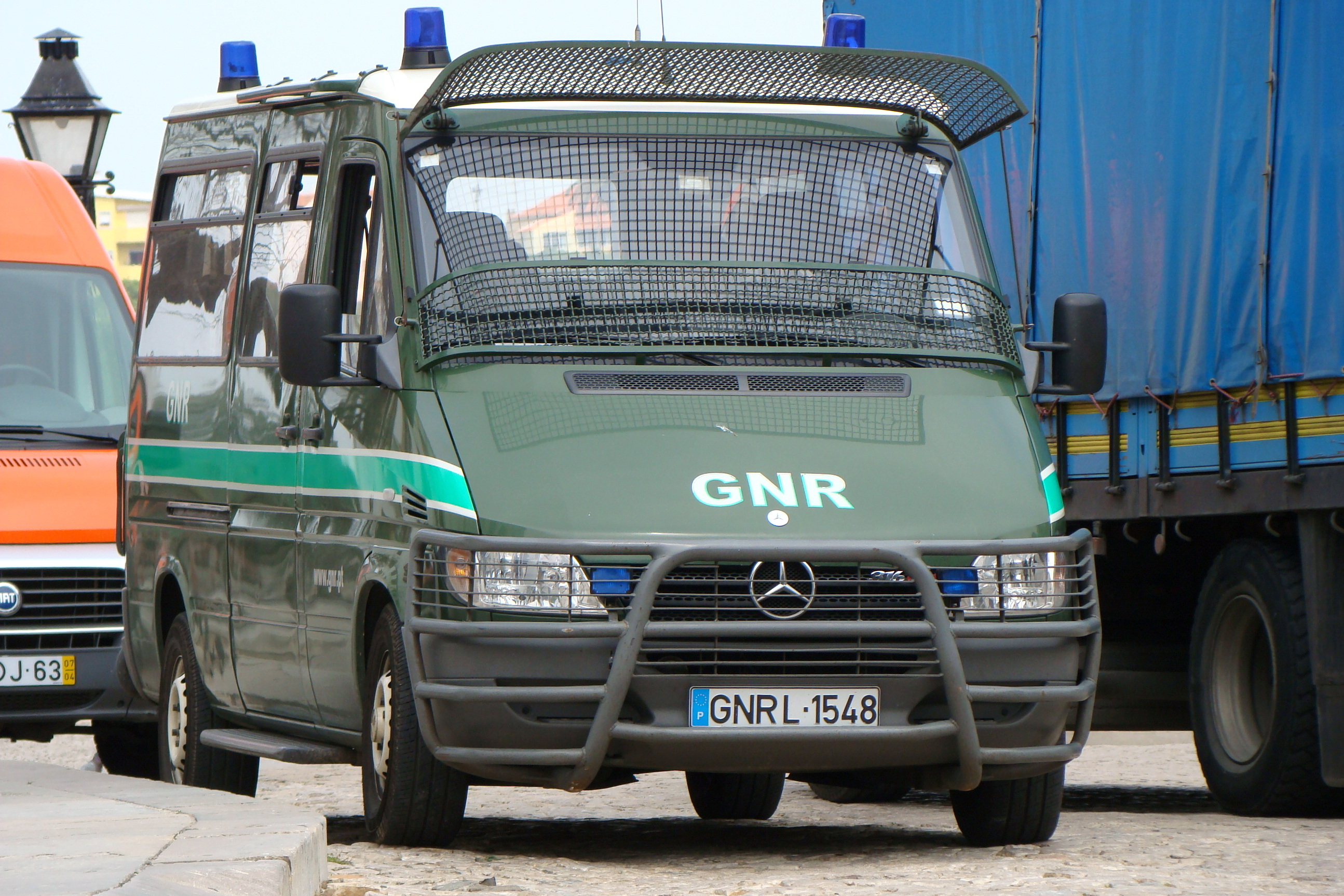
Mercedes-Benz Sprinter 316

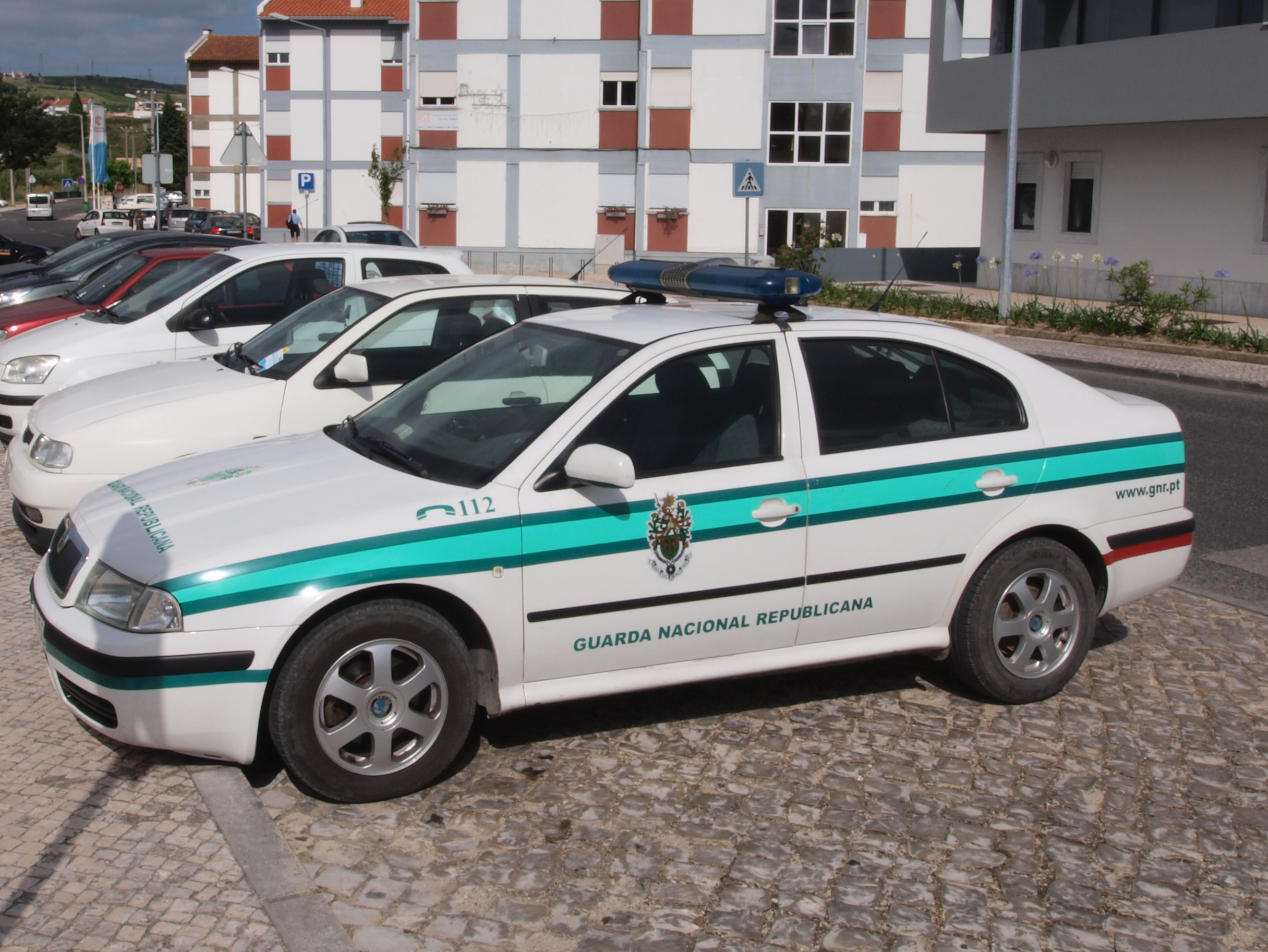
Viatura Skoda Octavia

A Guarda Nacional Republicana (GNR) GOTE • GCC • MHA • MHIH • MHL • MHM • MHTE é o corpo nacional de gendarmaria da República Portuguesa (uma força de segurança de natureza militar). A GNR é constituída por militares organizados num corpo especial de tropas e dotada de autonomia administrativa, com jurisdição em todo o território nacional e no mar territorial. Pela sua natureza e polivalência, a GNR encontra o seu posicionamento institucional no conjunto das forças militares e das forças e serviços de segurança, sendo a única força de segurança com natureza e organização militares, caracterizando-se como uma Força Militar de Segurança Pública.
A Guarda constitui-se assim como uma Instituição charneira, entre as Forças Armadas e as Forças Policiais e Serviços de Segurança.
Consequentemente, a GNR mostra ser uma força bastante apta a cobrir, em permanência, todo o espetro da conflitualidade em quaisquer das modalidades de intervenção das Forças Nacionais, nas diversas situações que se lhe possam deparar, desde o tempo de paz e de normalidade institucional ao de guerra, passando pelas situações de crise, quer a nível interno, quer no externo (como foram os casos de Timor e do Iraque).
Em situação de normalidade, a Guarda executa fundamentalmente as típicas missões policiais, mas não só, porque decorre da sua missão a atribuição de missões militares no âmbito da defesa nacional, em cooperação com as Forças Armadas e é aqui que reside a grande diferença para com as Polícias.
Em situações de estado de emergência ou de sítio, devido à sua natureza, organização e à formação dos seus militares, apresenta-se como a força mais indicada para atuar em situações problemáticas e de transição entre as Polícias e as Forças Armadas.
Já em caso de guerra, pela sua natureza militar e pelo dispositivo de quadrícula, que ocupa todo o território nacional, pode, isoladamente ou em complemento, desempenhar um leque muito alargado de missões das Forças Armadas.
De igual forma, pode cobrir todo o espectro de missões no âmbito das denominadas OOTW “Operations Other Than War” (Operações para além da Guerra), desde a fase de imposição à de manutenção, em complemento das Forças Armadas, com principal relevância para as fases pós-conflito, e ainda, as tarefas de polícia em substituição das polícias civis, nas fases posteriores e antes de alcançada a segurança e a estabilidade suficientes para que aquelas possam actuar.
A GNR partilha as responsabilidades do policiamento de Portugal continental com a Polícia de Segurança Pública (PSP), cabendo a esta última apenas a responsabilidade dos grandes centros urbanos (5% do território nacional) e à Guarda, a responsabilidade de 40% da cidades, 98% das vilas e a totalidade das aldeias do país. Nos Açores e na Madeira, está atribuído, também à PSP, o policiamento das áreas rurais, cabendo à GNR a operar nas áreas fiscal, controlo costeiro, proteção da natureza e socorro. Na fração habitada mais isolada do território de Portugal, a ilha do Corvo, a GNR é a única força policial permanentemente instalada, assumindo todas as responsabilidades policiais na ilha.
A GNR tem como atribuições exclusivas: assegurar o cumprimento das disposições legais referentes à proteção e conservação da natureza e do ambiente, bem como prevenir e investigar os respetivos ilícitos; garantir a fiscalização, o ordenamento e a disciplina do trânsito em todas as infraestruturas constitutivas dos eixos da Rede Nacional Fundamental e da Rede Nacional Complementar; a vigilância, patrulhamento e interceção terrestre e marítima, em toda a costa e mar territorial do continente e das Regiões Autónomas; controlar e fiscalizar as embarcações, seus passageiros e carga, assim como participar na fiscalização das atividades de captura, desembarque, cultura e comercialização das espécies marinhas; prevenir e investigar as infrações tributárias, fiscais e aduaneiras, bem como fiscalizar e controlar a circulação de mercadorias sujeitas à ação tributária, fiscal ou aduaneira e executar ações de prevenção e de intervenção de primeira linha, em todo o território nacional, em situação de emergência de proteção e socorro, designadamente nas ocorrências de incêndios florestais ou de matérias perigosas, catástrofes e acidentes graves, entre outras.
A GNR tem ainda a responsabilidade das honras de estado e da segurança aos vários edifícios dos Órgãos de Soberania, como o Palácio Nacional de Belém — residência oficial do Presidente da República —, o Palácio de São Bento — sede da Assembleia da República e residência oficial do Primeiro-Ministro — e o Palácio das Necessidades — sede do Ministério dos Negócios Estrangeiros.

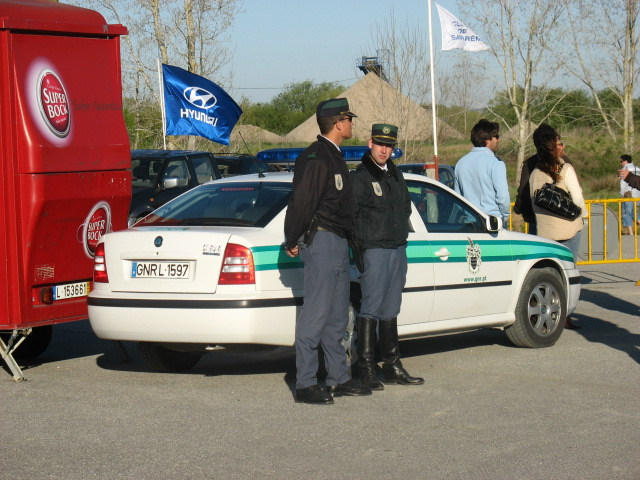
Patrulha da GNR

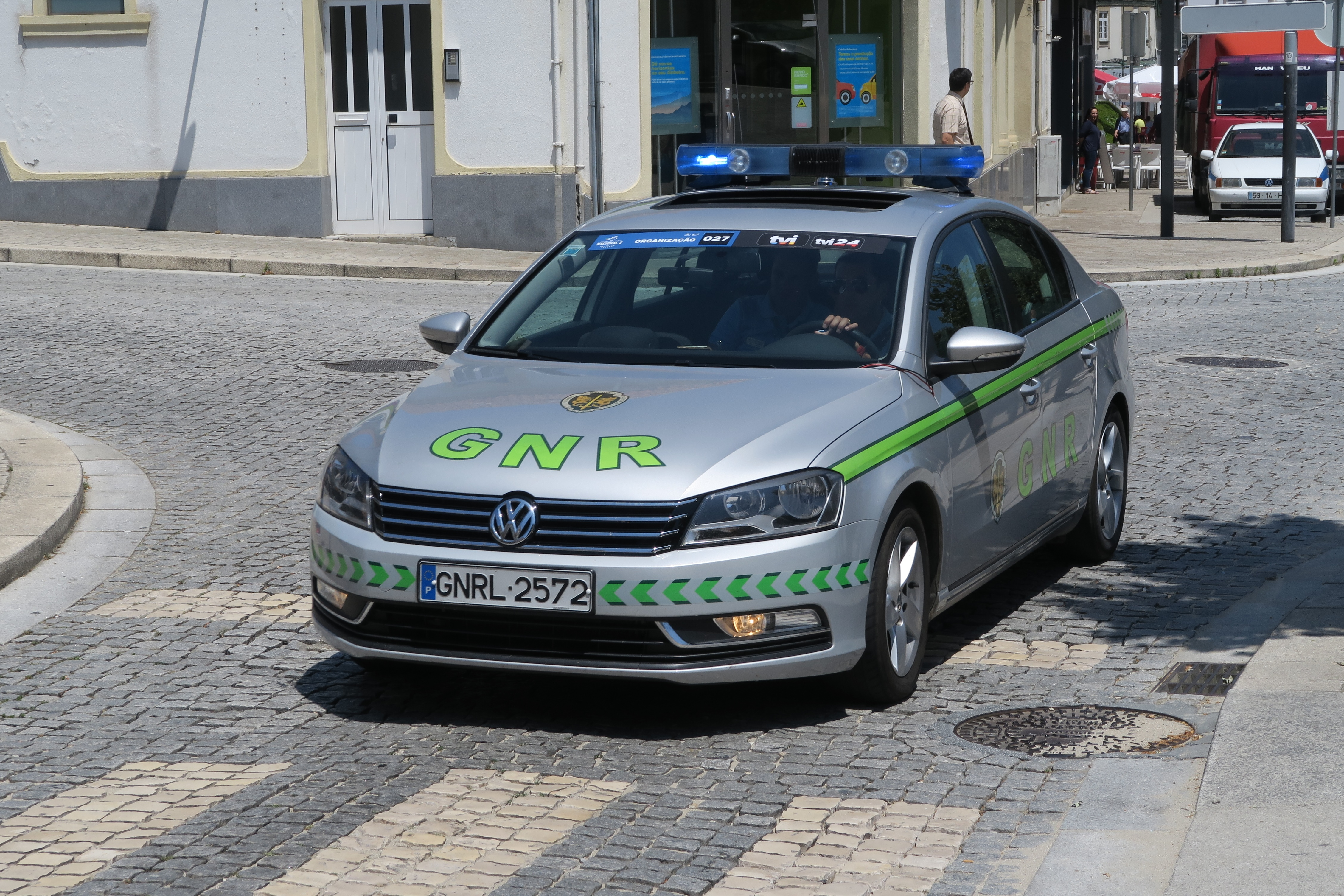
Viatura Volkswagen Passat

A GNR foi criada em 1801, como Guarda Real da Polícia, inspirando-se na Gendarmerie francesa.

## Organização
A Guarda Nacional Republicana está dependente, para efeitos policiais e operacionais em tempo de paz, do Ministério da Administração Interna e para efeitos militares do Ministério da Defesa Nacional. No seguimento da Lei n.º 63/2007 (nova Lei Orgânica da GNR) a tradicional estrutura da GNR, que incluía quatro brigadas territoriais, a Brigada Fiscal, a Brigada de Trânsito, o Regimento de Cavalaria (Membro-Honorário da Ordem do Infante D. Henrique a 5 de janeiro de 2006) e o Regimento de Infantaria, foram substituídas por uma nova estrutura, consideravelmente diferente, que foi implementada no início de 2009.
A GNR é comandada por um oficial general, com o título de Comandante-Geral, e inclui:
1) Estrutura de comando, com:
- Comando da Guarda;
- Comando Operacional (CO);
- Comando da Administração dos Recursos internos (CARI);
- Comando da Doutrina e Formação (CDF).

2) Unidades territoriais:
- Ilhas:
  - Comando Territorial dos Açores;
  - Comando Territorial da Madeira.
- Continente:
  - Comando Territorial de Aveiro;
  - Comando Territorial de Beja;
  - Comando Territorial de Braga;
  - Comando Territorial de Bragança;
  - Comando Territorial de Castelo Branco;
  - Comando Territorial de Coimbra;
  - Comando Territorial de Évora;
  - Comando Territorial de Faro;
  - Comando Territorial da Guarda;
  - Comando Territorial de Coimbra;
  - Comando Territorial de Lisboa;
  - Comando Territorial de Portalegre;
  - Comando Territorial do Porto;
  - Comando Territorial de Santarém;Patrulha de motocicletaTroca da guarda no Palácio de Belém
  - Comando Territorial de Setúbal;

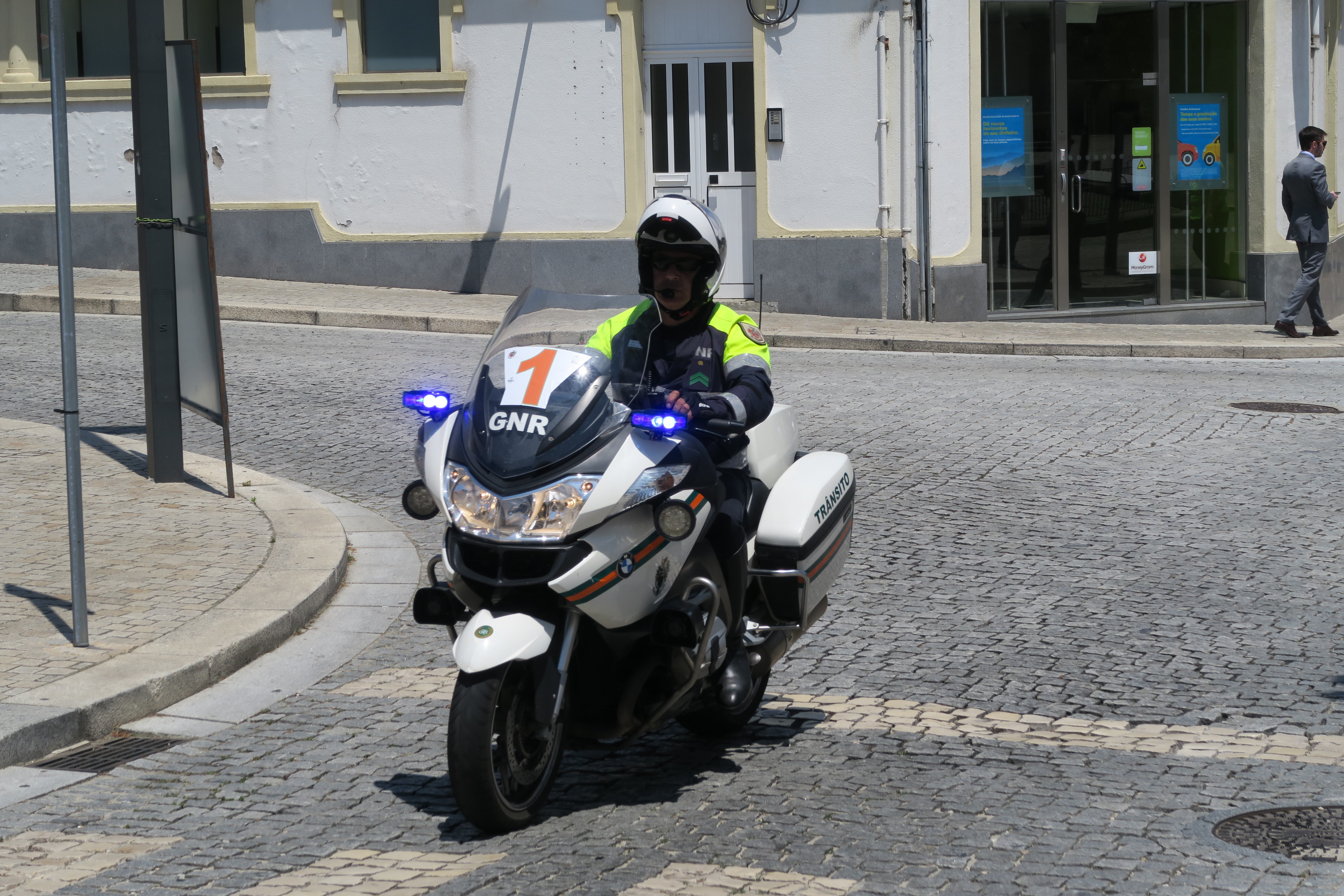
Patrulha de motocicleta

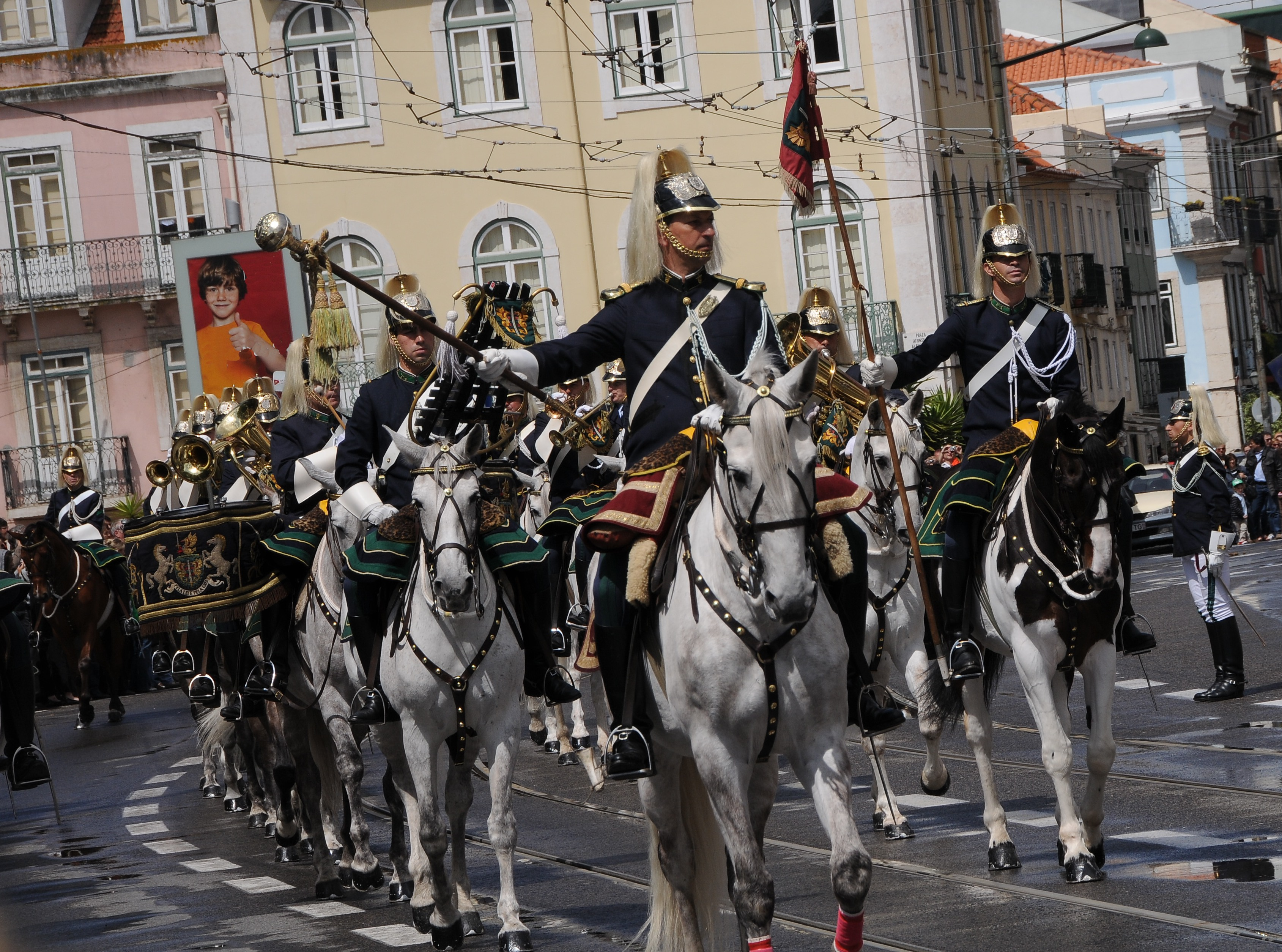
Troca da guarda no Palácio de Belém

  - Comando Territorial de Viana do Castelo;
  - Comando Territorial de Vila Real;
  - Comando Territorial de Viseu.

- Unidade de Controlo Costeiro (UCC) – comandada por um major-general, é responsável pela vigilância e interceção marítima e costeira, incluindo a operação do Sistema Integrado de Vigilância, Comando e Controlo (SIVICC), distribuído ao longo da orla marítima portuguesa. Esta unidade sucedeu ao anterior Serviço Marítimo da Brigada Fiscal;
- Unidade de Ação Fiscal (UAF) – comandada por um coronel, é responsável pelo desempenho da missão tributária, fiscal e aduaneira atribuída à GNR. Sucedeu à anterior Brigada Fiscal;
- Unidade Nacional de Trânsito (UNT) – comandada por um coronel, é responsável pela uniformização de procedimentos e formação no âmbito da fiscalização de trânsito. Excecionalmente, pode assumir diretamente a realização de missões especiais de fiscalização de trânsito, que, normalmente, serão desempenhadas pelos destacamentos de trânsito dos comandos territoriais. Esta unidade substituiu a estrutura central da antiga brigada de trânsito, deixando de ter subunidades territoriais de trânsito, que passaram para a dependência dos diversos comandos territoriais;
- Unidade de Segurança e Honras de Estado (USHE) – comandada por um major-general, é responsável por missões de representação e de segurança das instalações dos órgãos de soberania. Inclui o Esquadrão Presidencial, a Charanga a Cavalo (agraciada com o grau de Membro Honorário da Ordem do Infante D. Henrique a 2 de junho de 2025)[2], a Banda da Guarda, o Grupo Honras de Estado e o Grupo de Segurança. Esta unidade substituiu o antigo Regimento de Cavalaria e as subunidades de guarnição do antigo Regimento de Infantaria;
- Unidade de Intervenção (UI) – comandada por um major-general, é responsável pelas missões de manutenção e restabelecimento da ordem pública, gestão de incidentes críticos, intervenção tática e contraterrorismo, segurança de instalações sensíveis, inativação de explosivos, proteção e socorro e projeção de forças para missões internacionais. Inclui o Grupo de Intervenção de Ordem Pública (GIOP), o Grupo de Intervenção de Operações Especiais (GIOE), o Grupo de Intervenção Cinotécnico (GIC), o Centro de Inativação de Explosivos e Segurança em Subsolo (CIESS) e o Centro de Treino e Aprontamento de Força para Missões Internacionais (CTAFMI). Esta unidade foi organizada com várias subunidades do antigo Regimento de Infantaria.
- Unidade de Emergência de Proteção e Socorro (UEPS) (anteriormente GIPS)

4) Estabelecimento de ensino:
- Escola da Guarda (EG) – comandada por um major-general, é responsável pela formação técnico-profissional dos militares da GNR. Inclui os centros de formação da Figueira da Foz (CFFF) e de Portalegre (CFP). Sucedeu à anterior Escola Prática da Guarda.[3] Ainda que não faça parte da orgânica da GNR, é na Academia Militar que, actualmente, os oficiais da GNR são formados.

## História
A Guarda Nacional Republicana é a descendente direta da Guarda Real da Polícia, criada no princípio do século XIX, passando por várias denominações até atingir a atual.

### Guarda Real da Polícia (GRP)
A Guarda Real da Polícia de Lisboa foi criada em 1801 pelo Príncipe Regente D. João, sob proposta do Intendente-Geral da Polícia da Corte e do Reino, Pina Manique, seguindo o modelo da Gendarmerie francesa, que havia sido criada em 1791. De observar que, já em 1793, o Intendente Pina Manique tinha organizado, a título experimental, uma companhia militar de polícia, antecessora da GRP. Seguindo-se à GRP de Lisboa, foram criadas a Guarda Real da Polícia do Porto e a Divisão Militar da Guarda Real de Polícia, esta última sendo a origem da Guarda Municipal do Rio de Janeiro e desta, as atuais Polícia Militar do Estado do Rio de Janeiro e Polícia Militar do Distrito Federal, no Brasil.
De acordo com o regulamento, a Guarda deveria ser «formada pelos melhores soldados, escolhidos em todo o Exército, não só entre os mais robustos, firmes, solteiros, e até 30 anos de idade … mas também de boa morigeração e conduta», até porque «Sua Majestade quer que o Corpo da G. R. P., seja uma Força Nacional, que segure a tranquilidade interna da Capital», sendo que os seus membros deviam «considerar a sua admissão neste Corpo como um princípio de remuneração que Sua Majestade dá aos seus serviços anteriores.»
Era, por isso, considerado um corpo de elite.
A Guarda foi realizando as suas funções de polícia da cidade de  Lisboa e arredores com competência e bons resultados. Em finais de 1807, com a partida da família real e da corte para o Brasil, devido à primeira invasão francesa, manteve-se em serviço, não tendo embarcado. As ordens que recebeu foi a de receber o general francês Junot, acompanhando-o desde Sacavém até Lisboa.
As suas obrigações mantiveram-se as mesmas durante a ocupação francesa da cidade, sendo que o seu comandante, aristocrata francês emigrado, colaborou ativamente com o exército invasor, sendo nomeado mesmo "Governador das Armas de Lisboa". Esta colaboração ativa de Novion fez com que fosse o único oficial francês emigrado, que tenha entrado ao serviço de Portugal no Estado-Maior do marquês de La Rosière, a abandonar Portugal com o exército de Junot, em setembro seguinte.
Alguns oficiais e soldados da Guarda foram acusados de colaboração, tendo sido demitidos do corpo, mas sem mais consequências. Houve outros que, tendo conseguido abandonar a capital e incorporar-se no exército português de Bernardim Freire de Andrade, estiveram presentes no combate da Roliça e na batalha do Vimeiro (ver relação contemporânea publicada no periódico de Coimbra Minerva Lusitana).
Quarenta e um soldados da Guarda, comandados pelo capitão do 1.º Esquadrão, Elizário de Carvalho, participaram na batalha do Vimeiro, tendo o seu comandante morrido durante a carga da cavalaria britânica e portuguesa, que se deu no final da batalha.
Com o fim da ocupação francesa, a Guarda retomou a sua atividade normal, tendo sido nomeado seu comandante, com o posto de coronel, o major do regimento de cavalaria n.º 9, de Chaves, Filipe de Sousa Canavarro.

### Guarda Municipal
No final de maio de 1834, o Rei D. Pedro IV, assumindo a regência em nome da sua filha D. Maria II, e pelo facto de a Guarda Real da Polícia de Lisboa logo no início do conflito que levou à Guerra Civil ter-se posto ao lado de D. Miguel, extingue as GRP de Lisboa e Porto. Criando a Guarda Municipal de Lisboa e a Guarda Municipal do Porto, com características idênticas. Em 1868, ambas as Guardas foram colocadas sob um Comando-Geral unificado, instalado no Quartel do Carmo, no Largo do Carmo, no Chiado, em Lisboa, que ainda hoje é o Quartel-General da GNR. A Guarda Municipal era considerada parte do Exército Português, mas estava dependente do Ministério do Reino para todos os assuntos respeitantes à Segurança Pública.

### Guarda Republicana
Depois do golpe de estado de 5 de outubro de 1910, que substituiu a monarquia constitucional pelo regime republicano, o nome da Guarda Municipal de Lisboa e Porto foi alterado para Guarda Republicana de Lisboa e Porto. De notar que a Guarda Municipal foi a última força monárquica a render-se aos republicanos, sendo, por isso, curioso o facto de se ter transformado talvez na única instituição pública portuguesa com o título de "Republicana".

### Guarda Nacional Republicana (GNR)

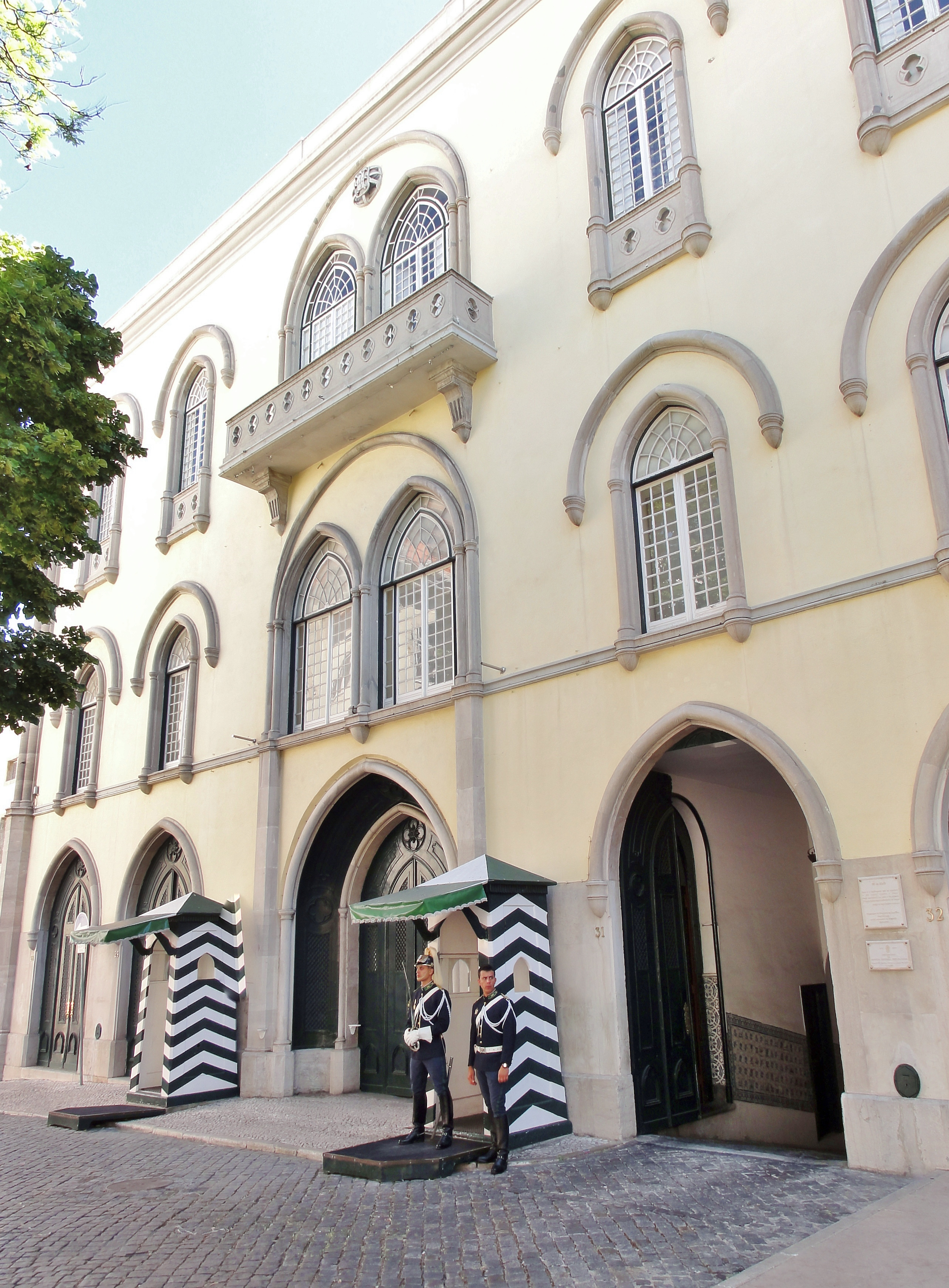
Quartel do Carmo, sede do Comando-Geral da Guarda Nacional Republicana (GNR) desde 1868.

Por decreto de 3 de maio de 1911, foi criada a Guarda Nacional Republicana, substituindo a Guarda Republicana, como uma força de segurança composta por militares, organizada num corpo especial de tropas, dependendo em tempo de paz do ministério responsável pela segurança pública, para efeitos de recrutamento, administração e execução dos serviços correntes, e do ministério responsável pelos assuntos militares para efeitos de uniformização e normalização da doutrina militar, do armamento e do equipamento. Em situação de guerra ou de crise grave, as forças da GNR ficarão operacionalmente sob comando militar.
Em 1993, a GNR absorveu a Guarda Fiscal, que havia sido criada como força independente em 1885, a qual se tornou a Brigada Fiscal da GNR.
Em 2006, foi integrada na GNR a Polícia Florestal (Corpo Nacional da Guarda Florestal), sendo inseridos os seus elementos no Serviço de Proteção da Natureza e Ambiente (SEPNA), reforçando a Guarda Nacional Republicana no âmbito da fiscalização e sensiblização ambiental/florestal.
Foi criado também o Grupo Intervenção Proteção e Socorro (GIPS).
A Brigada de Trânsito foi extinta em 2009 e deu origem à Unidade Nacional de Trânsito e aos Destacamentos de Trânsito dos Comandos Territoriais.
 No final de 2018, foram operacionalizadas pelo Governo um conjunto de mudanças estruturais no GIPS. O GIPS passa a ser a Unidade de Emergência de Proteção e Socorro na Guarda Nacional Republicana através do Decreto-Lei 113/2018 de 18 de dezembro.

## Comandantes-gerais

### Guarda Real da Polícia de Lisboa
1. Coronel Jean-Victor, Comte de Novion - de 10 de dezembro de 1801 a 31 de agosto de 1808;
2. Brigadeiro Filipe de Sousa Canavarro - de 18 de outubro de 1808 a 3 de julho de 1813;
3. Coronel D. Joaquim da Câmara - de 4 de julho de 1813 a 10 de outubro de 1815;
4. Coronel José Pereira de Lacerda - de 12 de outubro de 1815 a 2 de fevereiro de 1819;
5. Coronel Joaquim José Maria de Sousa Tavares - de 2 de fevereiro de 1819 a 23 de março de 1821;
6. Coronel Bento Maria Lobo Pessanha - de 24 de março de 1821 a 4 de junho de 1823;
7. Coronel Bernardo Doutel de Almeida, 1.° Barão de Portela - de 7 de junho de 1823 a 8 de agosto de 1826;
8. Coronel Francisco José de Figueiredo Sarmento - de 9 de agosto de 1826 a 27 de fevereiro de 1828;
9. Marechal de Campo Joaquim José Maria de Sousa Tavares - de 1 de março de 1828 a 27 de outubro de 1833;
10. Coronel Manuel Teixeira Gomes - de 4 de novembro de 1833 a 26 de maio de 1834.

### Guarda Municipal de Lisboa
1. Brigadeiro Francisco de Paula de Oliveira - de 18 de agosto de 1834 a 18 de junho de 1835;
2. Coronel Luís de Moura Furtado - de 19 de junho de 1835 a 15 de agosto de 1836;
3. Tenente-Coronel Francisco Xavier António Ferreira - de 16 de agosto de 1836 a 10 de setembro de 1836;
4. Tenente-Coronel Manuel Bernardo Vidal - de 11 de setembro de 1836 a 26 de dezembro de 1836;
5. Tenente-Coronel depois Coronel António César de Vasconcelos Correia, depois 1.° Visconde de Torres Novas e 1.° Conde de Torres Novas - de 27 de dezembro de 1836 a 11 de junho de 1841;
6. Tenente-Coronel D. Carlos Mascarenhas - de 12 de junho de 1841 a 28 de maio de 1846;
7. Tenente-Coronel João Firmino de Lemos Corte Real - de 29 de maio de 1846 a 24 de julho de 1846;
8. Coronel António Vieira da Fonseca - de 25 de julho de 1846 a 5 de outubro de 1846;
9. Coronel D. Carlos Mascarenhas - de 6 de outubro de 1846 a 16 de maio de 1851;
10. Brigadeiro Fernando da Fonseca Mesquita e Solla - de 17 de maio de 1851 a 28 de agosto de 1856;
11. Brigadeiro Cristóvão José Franco Bravo - de 29 de agosto de 1856 a 26 de dezembro de 1861;
12. Coronel José de Vasconcelos Correia, depois 2.° Conde de Torres Novas - de 27 de dezembro de 1861 a 23 de dezembro de 1868.

### Guarda Municipal
1. Coronel José de Vasconcelos Correia, depois 2.° Conde de Torres Novas - de 24 de dezembro de 1868 a 22 de setembro de 1869;
2. Coronel Henrique de Almeida Girão - de 23 de setembro de 1869 a 19 de junho de 1870;
3. General de Brigada Joaquim Bento Pereira - de 20 de junho de 1870 a 19 de setembro de 1875;
4. General de Brigada João Pedro Schwalbach - de 22 de dezembro de 1875 a 9 de maio de 1878;
5. General de Brigada Luís Augusto de Almeida Macedo - de 11 de março de 1878 a 5 de maio de 1884;
6. General de Brigada José Joaquim Henriques Moreira - de 6 de maio de 1884 a 11 de janeiro de 1893;
7. Coronel depois General de Brigada José Maria Smith Barruncho - de 12 de janeiro de 1893 a 12 de março de 1893;
8. General de Brigada António de Abranches de Queirós - de 13 de março de 1893 a 1 de março de 1902;
9. Coronel Filipe Malaquias de Lemos - de 3 de março de 1902 a 4 de outubro de 1910.

### Guarda Republicana
1. General de Brigada Ernesto da Encarnação Ribeiro - de 12 de outubro de 1910 a 2 de maio de 1911.

### Guarda Nacional Republicana
1. General de Brigada Ernesto da Encarnação Ribeiro - de 3 de maio de 1911 a 31 de março de 1915;
2. General António de Carvalho - de 2 de junho de 1915 a 29 de fevereiro de 1916;
3. General António Barreto - de 1 de março de 1916 a 11 de dezembro de 1917;
4. Coronel José de Oliveira Duque - de 12 de dezembro de 1917 a 19 de junho de 1918;
5. Coronel António de Andrade - de 11 de fevereiro de 1919 a 16 de abril de 1919;
6. General Josué de Mendonça e Matos - de 17 de abril de 1919 a 12 de janeiro de 1920;
7. General João Pedroso de Lima - de 23 de fevereiro de 1920 a 8 de março de 1921;
8. General António Correia Barreto - de 9 de março de 1921 a 10 de maio de 1921;
9. Coronel Vitoriano José César - de 11 de maio de 1921 a 24 de maio de 1921;
10. General Bernardo de Faria e Silva - de 25 de maio de 1921 a 25 de setembro de 1921;
11. General Abel Hipólito - de 26 de setembro de 1921 a 19 de outubro de 1921;
12. General Ernesto Maria Vieira da Rocha - de 20 de outubro de 1921 a 31 de maio de 1926;
13. Coronel Júlio Alberto de Sousa Schiappa de Azevedo - de 14 de junho de 1926 a 19 de junho de 1926;
14. Coronel Eduardo Augusto Lopes Valadas - de 20 de junho de 1926 a 20 de março de 1927;
15. General Augusto Manuel Farinha Beirão - de 23 de março de 1927 a 22 de julho de 1939;
16. General João Monteiro de Barros - de 6 de setembro de 1939 a 2 de fevereiro de 1943;
17. Brigadeiro Carlos Maria Ramirez - de 19 de fevereiro de 1943 a 18 de maio de 1945;
18. General Affonso Talaya de Sousa Botelho - de 22 de maio de 1945 a 9 de agosto de 1957;
19. General Aníbal Ferreira Vaz - de 5 de setembro de 1957 a 18 de maio de 1961;
20. General Francisco Holbeche Fino - de 19 de maio de 1961 a 6 de dezembro de 1961;
21. General Avelino Baptista Cardoso - de 7 de dezembro de 1961 a 29 de janeiro de 1965;
22. General Raúl Pereira de Castro - de 30 de janeiro de 1965 a 30 de junho de 1970;
23. General Adriano Augusto Pires - de 1 de julho de 1970 a 25 de abril de 1974;
24. General Alberto Rosa Garoupa - de 26 de abril de 1974 a 11 de setembro de 1974;
25. General António Freire Damião - de 12 de setembro de 1974 a 5 de dezembro de 1974;
26. General Graduado José da Silva Pinto Ferreira - de 4 de fevereiro de 1975 a 29 de setembro de 1975;
27. General Manuel Carlos Pereira Alves Passos de Esmeriz - de 27 de outubro de 1975 a 26 de agosto de 1982;
28. General Alípio Tomé Pinto - de 27 de agosto de 1982 a 4 de janeiro de 1988;
29. General Francisco Alberto Cabral Couto - de 6 de janeiro de 1988 a 13 de abril de 1993;
30. General Henrique Bernardino Godinho - de 15 de abril de 1993 a 5 de maio de 1998;
31. General José Manuel da Silva Viegas - de 6 de maio de 1998 a 19 de março de 2001;
32. Tenente-General Rui Antunes Tomás - de 30 de março de 2001 a 21 de março de 2003;
33. Tenente-General Carlos Manuel Mourato Nunes  - de 24 de abril de 2003 a 5 de maio de 2008;
34. Tenente-General Luís Nelson Ferreira dos Santos - de 6 de maio de 2008 a 10 de janeiro de 2011;
35. Tenente-General Luís Manuel dos Santos Newton Parreira - de 11 de janeiro de 2011 a 20 de abril de 2014
36. Tenente-General Manuel Mateus Costa da Silva Couto - de 21 de abril de 2014 a 31 de maio de 2018
37. Tenente-General Luís Francisco Botelho Miguel - de 1 de junho de 2018 a 15 de julho de 2020
38. Tenente-General Rui Manuel Carlos Clero - de 15 de julho de 2020 a 22 de novembro de 2022
39. Tenente-General José Manuel Lopes dos Santos Correia - de 22 de novembro de 2022 a 4 de setembro de 2023
40. Tenente-General Rui Alberto Ribeiro Veloso - desde 4 de setembro de 2023[6]

## Equipamento
Pistolas

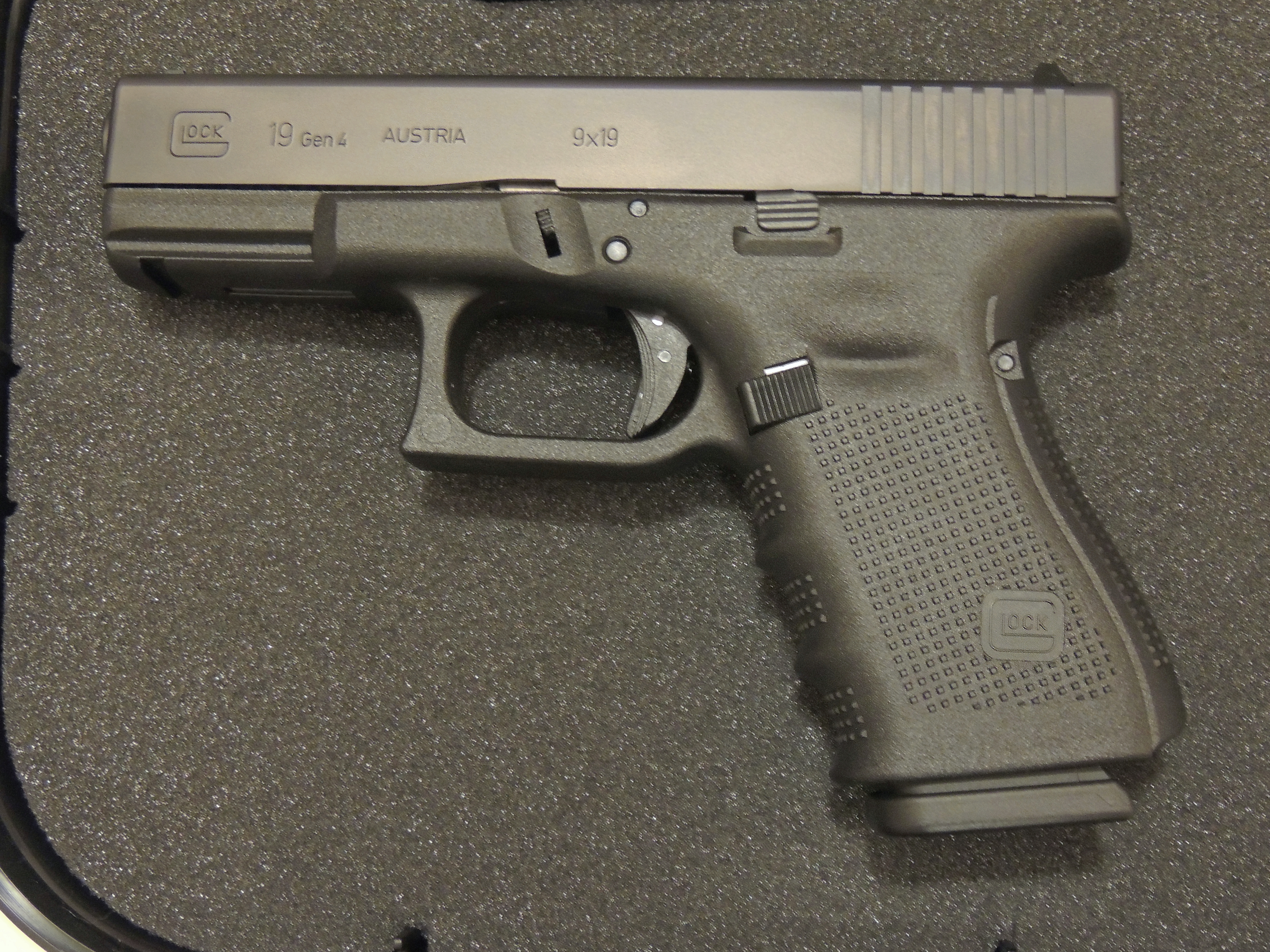
Glock 19 - 9x19mm Parabellum

- Pistola FN Browning HP (9x19 mm Parabellum);
- Pistola Beretta PX4 (9x19 mm Parabellum);
- Pistola Glock 17 (9x19 mm Parabellum);
- Pistola Glock 19 (9x19 mm Parabellum); (pistola principal)
- Pistola HK P9S (9x19 mm Parabellum);
- Pistola HK VP70M (9x19 mm Parabellum);
- Pistola HK USP Compact (9x19 mm Parabellum);
- Pistola HK P30 (9x19 mm Parabellum);
- Pistola SIG GSR (.45ACP)
- Pistola SIG P220 (9x19 mm Parabellum);
- Pistola SIG P226 (9x19 mm Parabellum);
- Pistola SIG SP2022 (9x19 mm Parabellum);
- Pistola Star B (9x19 mm Parabellum);
- Pistola Walther P99 (9x19 mm Parabellum);
- Pistola Walther P38 (9x19 mm Parabellum); (substituídas pelas Glock 19)
- Pistola Walther P5 (9x19 mm Parabellum); (substituídas pelas Glock 19, usada pela ex. Brigada de Trânsito)
- Pistola Walther PP (7,65x17 mm (.32ACP)); (substituídas pelas Glock 19)

Caçadeiras
- Caçadeira Benelli M3 (12 gauge);
- Caçadeira Benelli M4 (12 gauge);
- Caçadeira Fabarm SDASS (12 gauge);
- Caçadeira Mossberg 590 (12 gauge);
- Caçadeira Winchester 1200 (12 gauge);

Pistola-Metralhadoras
- Pistola-Metralhadora S.A.F. FAMAE (9x19 mm Parabellum);
- Pistola-metralhadora HK MP5 (9x19 mm Parabellum);

Espingardas
- Espingarda automática HK G36 (5,56x45 mm NATO);
- Espingarda automática G3 (7,62x51 mm NATO);
- Espingarda de precisão HK MSG90 (7,62x51 mm NATO);
- Espingarda de precisão AI AW50 (12,7×99mm NATO);

Outros
- Colete à prova de balas;
- Bastão de ordem pública (vários tamanhos);
- Bastão extensível metálico;
- Gás lacrimogéneo;
- Gás Pimenta;
- Algemas metálicas;
- Algemas plásticas de serrilha;

## Condecorações[1]
- Grande-Oficial da Ordem Militar da Torre e Espada, do Valor, Lealdade e Mérito (1 de agosto de 1934)
- Grã-Cruz da Ordem Militar de Cristo (16 de maio de 1961)
- Membro-Honorário da Ordem Militar de Avis (16 de maio de 1986)
- Medalha da Ordem de Timor-Leste (30 de Agosto de 2009)[7]
- Membro-Honorário da Ordem do Infante D. Henrique (3 de maio de 2010)
- Membro-Honorário da Ordem da Liberdade (3 de maio de 2011)
- Membro-Honorário da Ordem do Mérito (3 de maio de 2017)
- Membro-Honorário da Ordem Militar da Torre e Espada, do Valor, Lealdade e Mérito (3 de maio de 2022)